# Institut d'études avancées de Dublin
 (septembre 2008).
L'institut d'études avancées de Dublin (en anglais : Dublin Institute for Advanced Studies ou DIAS ; en gaélique irlandais : Institiúid Ard-Léinn Bhaile Átha Cliath) a été créé en 1940 par le Taoiseach (Premier ministre) de l'époque, Éamon de Valera par le Institute For Advanced Studies Act à Dublin en Irlande.
Il est composé de trois écoles : l'école de physique théorique, l'école de physique cosmique et l'école d'études celtiques. L'institut accueille des élèves diplômés mais ne délivre pas de diplôme, n'étant pas une université. Les étudiants travaillant sous la direction de chercheurs peuvent s'inscrire dans une université de leur choix.

## Histoire
L'institut était initialement situé aux 64 et 65 Merrion Square et était formé de deux écoles - celle de physique théorique et celle d'étude celtique - auxquelles fut ajoutée celle de physique cosmique en 1948. Actuellement l'institut est situé dans deux locaux du southside de Dublin au 10 Burlington Road et 5 Merrion Square. Il maintient également des locaux à l'observatoire Dunsink dans le Nord du comté de Dublin.